# 高松市民文化センター
高松市民文化センター（たかまつしみんぶんかセンター）は、かつて香川県高松市松島町一丁目に存在した複合文化施設で、プラネタリウム、図書館、講堂、多目的ホールなどを備えていた。

## 概要
1972年（昭和47年）7月1日、市民の教養、福祉、スポーツ、生活文化等の向上を図るために開館された。本館と別館があり、本館にはプラネタリウム、高松市が運営する高松市図書館の一つである松島図書館、講堂や集会室、市民の生涯学習に利用される各種教室など、別館には体育館や展示会会場など多目的に利用可能な大ホールがあった。
本館5階のプラネタリウムは開館当初からこのセンターを代表する施設として人気があり、県内の小学校などの遠足や校外教育の場として利用されていた。デートスポットの一つとして利用されることも多かった。
1995年（平成7年）7月、戦後50年にあたり、戦争の悲惨さと平和の尊さを後世に伝えるため、本館1階に『平和記念室』を開設。1945年（昭和20年）7月4日の米軍による高松空襲により、焦土と化した市内の写真パネル、投下された焼夷弾のレプリカ、市民から寄贈された遺品などの戦争資料が多数展示されていた（後継施設である高松市こども未来館にも「平和記念館」が設置されている）。
2008年（平成20年）4月、高松市出身の元プロ野球選手であり、高松市市民栄誉賞第1号の受賞者である中西太からの寄贈資料を展示する『怪童 中西太記念コーナー』が本館1階に開設された。
別館大ホールは市民スポーツのための体育館機能の他、講演会や映画上映会などの集会場や、バラ展などの展示会会場、選挙の開票所としても利用された。またプロレス興行や大相撲巡業の会場としても使用されていたが、1986年（昭和61年）に高松市総合体育館、1994年（平成6年）にサンメッセ香川など、近隣に大型スポーツ施設やコンベンションセンターが完成して以降はイベント会場としての使用頻度は落ちていた。
2007年（平成19年）には全日本社会人ボクシング選手権大会の会場となった。
2010年（平成22年）3月9日、施設の老朽化による耐震性の問題が明らかになったことから、本館の改装と別館の建て替えを予定していることが大西秀人高松市長から発表された。新装後は本館を子供のための教育・福祉事業に特化した『こども未来館（仮称）』に改め、プラネタリウムや児童図書館などを併設する。新築の別館には夜間急病診療所を移転させ、大ホールは廃止となった。
2011年（平成23年）1月11日、高松市より翌年3月11日をもって閉館することが正式に発表された。
2012年（平成24年）3月11日、予定通り閉館し、39年8ヵ月の歴史に終止符を打った。
後継施設となる高松市こども未来館は2015年2月9日に安全祈願祭が行われて着工され、2016年4月には建物の愛称が「たかまつミライエ」に決定し、2016年11月23日に開館した。総工費は24億5千万円で、総事業費としては約56億円である。
別館跡地には高松市医師会館が2014年8月に竣工し、医師会事務局の他、高松市医師会看護専門学校、高松市夜間急病診療所が移転した。

### プロレス会場としての側面
かつてのプロレス会場としても知られている。特にプロレスブーム時の新日本プロレスは、この会場をMSGシリーズやIWGPリーグ戦の公式戦用に使用し、猪木対藤波、猪木対ジャイアント、ハンセン対ジャイアント、ホーガン対ジャイアント、猪木対前田、長州対ジャイアントなど、地方興行としては豪華なカードを編成しテレビ中継していた。このうち猪木対藤波戦、猪木対前田戦、ハンセン対ジャイアント戦はDVDに収録されて販売されている。他にも1982年（昭和57年）5月21日のタイガー、木戸組対ゴンザレス、エストラーダ組のタッグマッチもソフト化され、当時の館内の様子を見ることができる。　また長州力がアンドレ・ザ・ジャイアントをボディスラムで投げたのもこの会場である。片や全日本プロレスもそれまで不定期的に会場使用していたが、テレビ中継されることはほとんどなかった。
1984年（昭和59年）12月4日には、長州力らが新日本を離脱して設立した新団体ジャパンプロレスの旗揚げ興行の会場として使用された。これは新日本プロレスの香川・岡山地区のプロモーターであった瀬戸内プロ企画と同社社長が、ジャパンの前身「新日本プロレス興行」に出資していたという深い関係にあったためで、本来は新日本のタッグリーグ戦用に確保していた市民文化センターを、ジャパン用に使用させたものである。このためジャパンと提携関係を結んだ全日本が、以後しばらく同会場を定期的に使用することとなる。1985年（昭和60年）6月8日にはNWA認定インターナショナル・ジュニアヘビー級選手権が行われ、ダイナマイト・キッドがマイティ井上からタイトルを奪取している。
新日本は1987年（昭和62年）1月のシリーズで、香川県内で演歌歌手のコンサートなどを手掛けていた橘プロモーションの興行により、約2年半ぶりに市民文化センターを使用することができた。これは前年7月、新日本プロレスの高松開催を渇望していた二人の高校生が、新日本と橘の双方に働きかけたことから実現したものである。

## 施設
- 本館
  - 5階…プラネタリウム、美術室、工作室、視聴覚鑑賞室、科学展示室
  - 4階…第3集会室（84m2、60席）、料理教室、茶華道室
  - 3階…講堂（167m2、210席）、第1集会室（153m2、120席）、第2集会室（84m2、60席）、音楽室
  - 2階…高松市松島図書館、昆虫展示室
  - 1階…平和記念室、怪童 中西太記念コーナー、子育て広場・夢てらす、子育て集会室

- 別館
  - 2階…大ホール用固定座席1,060席
  - 1階…大ホール（1,368m2　※集会利用時は約2,000席の移動座席を設置可能）　スポーツ利用時の競技別フロア内面数・・バレーボールコート3面、バスケットボールコート2面、バドミントンコート8面、卓球台10台
  - 地下…駐車場（46台収容、高さ制限 1.9m）　※別館周囲に49台収容の駐車場もあり

## 交通アクセス
- 高松琴平電気鉄道志度線今橋駅下車徒歩5分
- ことでんバス下笠居線・県立体育館前便「市民文化センター前」[14]下車徒歩1分

## 脚註
1. ↑  5Fプラネタリウム - 高松市こども未来館
2. ↑  『高松市民文化センター｢こども未来館｣（仮称）に』 2010年3月10日 四国新聞
3. ↑  『高松市市民文化センターの閉館について』 2011年1月11日 高松市公式ホームページ もっと高松 報道発表資料
4. ↑  『市民文化センターで閉館セレモニー／高松』 2012年3月11日 四国新聞
5. ↑  高松市こども未来館（仮称）等建設工事安全祈願祭について - 高松市報道発表資料（2015年1月15日）
6. ↑  「たかまつミライエ」に決定／こども未来館など4施設の愛称 - 四国新聞2016年4月27日
7. ↑  愛称「たかまつミライエ」 (PDF)  - 高松市
8. 1 2  “たかまつミライエ 子育ての拠点史startに 23日オープン 図書館やプラネタリウムも”. 毎日新聞. (2016年11月16日) 2017年1月22日閲覧。
9. ↑  “たかまつミライエ開館”. 西日本放送. (2016年11月23日) 2017年1月22日閲覧。
10. ↑  こども未来館は25.5億で合田JV - 建通新聞2014年11月11日
11. ↑  『アントニオ猪木全集　闘魂伝承　其ノ壱』
12. ↑  『不沈艦伝説　スタン・ハンセン　DVD-BOX』
13. ↑  『初代タイガーマスク大全集　~奇跡の四次元プロレス1981-1983~　完全保存盤』
14. ↑  市民文化センター閉館に伴い、現在は「松島町」と改名されている。